# Steve Austin (personaggio)
Steve Austin è un personaggio immaginario della letteratura e della televisione creato da Martin Caidin per il suo romanzo di fantascienza Cyborg, e dei suoi tre sequel, e in seguito protagonista del franchising da esso tratto: la serie televisiva di fantascienza L'uomo da sei milioni di dollari, trasmessa dal network televisivo ABC dal 1974 al 1973, dopo tre film per la televisione e seguita da vari spin-off, ivi compresa la serie La donna bionica con protagonista la sua "fidanzata" Jaime Sommers (interpretata da Lindsay Wagner). In tutte le sue apparizioni, il personaggio di Steve Austin è sempre stato interpretato dall'attore statunitense Lee Majors.
Steve Austin è un ex pilota militare ed ex astronauta che, in seguito a un incidente durante una missione sperimentale perde le gambe, il braccio destro e l'occhio sinistro, che vengono quindi sostituiti da impianti bonici che potenziano le sue capacità. Dopo l'intervento diviene un agente segreto in forza all'OSI (Office of Scientific Intelligence).
Il personaggio di Steve Austin, unitamente alla sua controparte femminile Jaime Sommers, è considerato un'icona della fantascienza televisiva e della cultura pop statunitense degli anni settanta, influente nella creazione di altri personaggi cyborg successivi a esso.

## Biografia del personaggio

### Origini
Così come originalmente concepito da Caidin nei suoi romanzi, Steve Austin è un ex pilota di elicotteri della esercito degli Stati Uniti, che ha prestato servizio nella Guerra del Vietnam, prima di venire trasferito all'aeronautica militare e quindi alla NASA, come pilota di riserva del Modulo Lunare per la missione Apollo 17, divenendo uno dei dodici astronauti a camminare sulla Luna, grazie al fatto che il pilota principale del modulo lunare si rompe un braccio prima del lancio. Mentre la successiva serie televisiva L'uomo da sei milioni di dollari, identifica la missione di Steve Austin come quella dell'Apollo 17, in altri casi vengono date informazioni contrastanti. Nel primo film per la televisione 1973, L'uomo da sei milioni di dollari - Dalla Luna al deserto, antecedente la serie televisiva, la missione spaziale di Austin viene identificata nei dialoghi come quella dell'Apollo 19. In seguito, quando il film viene adattato come episodio in due parti per la serie televisiva, viene aggiunto un prologo dove si dice che la missione spaziale di Steve Austin sarebbe stata quella. Nell'episodio Dramma nello spazio si afferma che la missione di soccorso alla stazione spaziale Skylab sarebbe il suo primo viaggio nello spazio da quando ha camminato sulla Luna nel gennaio 1972, cioè una data che sta tra le missioni Apollo 15 e Apollo 16.
Nel film per la televisione L'uomo da sei milioni di dollari - Dalla Luna al deserto, le origini di Steve Austin vengono modificate: è un pilota civile di prototipi ed è anche l'unico civile ad aver camminato sulla Luna. Nella serie televisiva il personaggio torna comunque a essere descritto come un ex militare con il grado di colonnello dell'aeronautica. Nell'episodio della seconda stagione L'errore del pilota, Austin indossa sia la Vietnam Service Medal che la Vietnam Campaign Medal sulla sua uniforme da cerimonia, il che implica che egli sia un veterano della Guerra del Vietnam. Tra le altre medaglie che sfoggia, vi sono la Distinguished Flying Cross, la Air Medal e la National Defense Service Medal. In uniforme inoltre indossa anche la Air Force Outstanding Unit Award. Successivamente indossa sia lo USAF Command Pilot "Wings" che lo USAF Command Pilot Astronaut "Wings", più specificamente chiamati U.S. Air Force aeronautical rating. 
Nei romanzi di Caidin le origini familiari di Steve Austin vengono appena accennate. Nella serie televisiva, vengono invece presentati sia la madre che il patrigno, originari di Ojai, in California, e persino una fidanzata, Jaime Sommers, che in seguito diviene a sua volta bionica dopo un incidente di paracadutismo, le cui avventure vengono narrate nella serie spin-off La donna bionica. Steve Austin appare in alcuni episodi delle prime due stagioni della serie spin-off, tuttavia in questa serie Jaime Sommers ha perso alcuni ricordi, compresa la relazione con Steve Austin, come conseguenza di una crisi di rigetto dei suoi impianti bionici che l'hanno portata a "morire" nella serie originale. Uno degli ultimi episodi della serie originale, rivela che il padre biologico di Steve Austin era a sua volta un pilota dell'aeronautica militare, morto quando il suo aereo, un Douglas C-47 Skytrain, è stato abbattuto sul Teatro di guerra di Cina-Birmania-India, durante la Seconda guerra mondiale.

### Modifiche bioniche
In entrambe le versioni delle sue origini, Steve Austing è un pilota dell'aeronautica, con la missione di pilotare un velivolo sperimentale a corpo portante. Il nome del velivolo a corpo portante cambia a seconda delle versioni. Nel romanzo Cyborg e nei suoi sequel, così come nel film per la televisione Il ritorno dell'uomo da sei milioni di dollari, l'aereo è identificato con il codice M3-F5. Nell'episodio della seconda stagione Sabotaggio, è identificato come il realmente esistente Northrop HL-10. I filmati di repertorio utilizzati nei titoli di testa della serie televisiva, utilizzano sia un HL-10 che un M2-F2. Durante questa esercitazione, un malfunzionamento del velivolo ne causa lo schianto. Austin subisce danni irreversibili: perde entrambe le gambe e un braccio, perde l'occhio sinistro e subisce anche una frattura cranica. Uno dei migliori amici di Austin, il dottor Rudy Wells, è un eminente scienziato specializzato nel campo della bionica. A insaputa di Wells, un'agenzia governativa segreta, l'Office of Strategic Operations (OSO), in seguito ribattezzato Office of Scientific Inteligence (OSI), sta cercando un modo per ridurre i danni agli agenti vittime di incidenti sul campo. Propongono così di prendere un uomo gravemente ferito, ricostruirlo con la bionica e creare così un cyborg, in parte uomo, in parte macchina. A Wells viene quindi ordinato di eseguire la procedura su Austin, che aveva espresso il desiderio di morire dopo aver saputo della perdita degli arti.

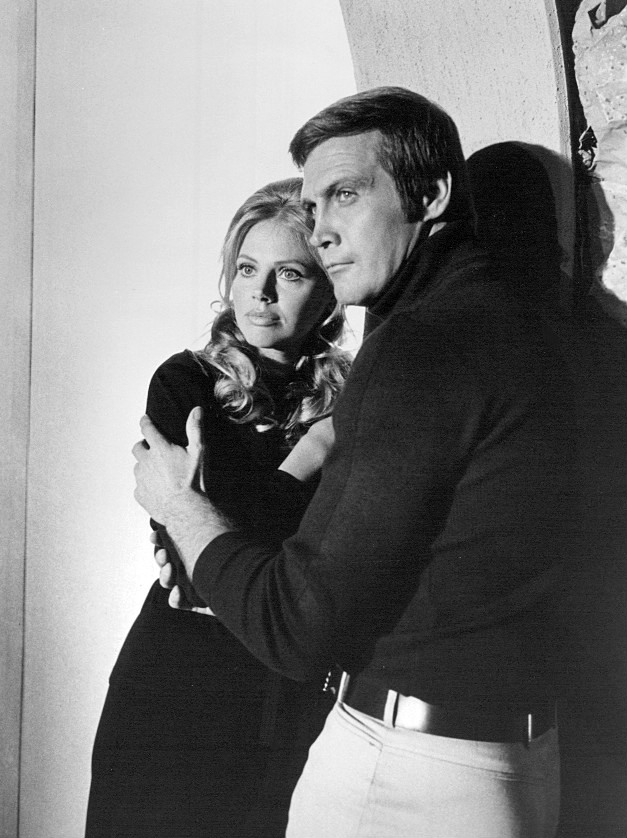
Lee Majors con Britt Ekland nel film TV Vino, donne e guerra

L'operazione per ricostruire Steve Austin costa 6 milioni di dollari (36 milioni di dollari nel 2018). La bionica che viene utilizzata permette di rimpiazzare il braccio di Austin (il sinistro, nel romanzo originale di Caidin; il destro nella versione televisiva) ed entrambe le gambe. Anche l'occhio sinistro viene sostituito. Nel romanzo di Caidin e nella serie TV questo differisce sotto diversi aspetti: l'occhio dell'Austin del romanzo di Caidin viene sostituito con un occhio artificiale contenente una sofisticata telecamera in miniatura (attivata premendo un otturatore nascosto impiantato sotto la pelle, dopodiché l'occhio deve essere rimosso prima dello sviluppo della pellicola) ma egli rimane comunque cieco in quell'occhio; l'Austin televisivo, invece, non solo vede ripristinata la propria la vista, ma l'occhio bionico gli permette anche un ingrandimento telescopico estremo e capacità di vedere agli infrarossi. Le gambe e il braccio bionici forniscono ad Austin velocità, forza e resistenza sovrumane, nel romanzo di Caidin viene specificato che questo avviene anche grazie al fatto che il cuore e i polmoni di Austin devono alimentare solo il torso, la testa e il braccio sano.
Il personaggio dei romanzi di Caidin ha anche alcune parti bioniche aggiuntive che mancano alla sua controparte televisiva, quali il cranio rinforzato in acciaio, una pistola a dardi avvelenati incorporata in una delle sue dita bioniche e un trasmettitore radio incorporato in una costola. Un'altra grande differenza tra il personaggio presentato nel romanzo di Caidin e la sua versione televisiva è la misura in cui la bionica gli permette di ottenere maggiore forza e velocità. Nel primo caso, la forza e la velocità di Austin sono limitate dalle capacità fisiche delle parti umane di collegamento. Ad esempio, Steve Austin può correre più veloce del miglior atleta olimpico, mentre il personaggio televisivo può arrivare a 60 miglia all'ora (97 km/h). Lo stesso Caidin ha preso in giro la scienza irrealistica rappresentata nella serie televisiva, nel romanzo ManFac.
Entrambe le versioni del personaggio vengono successivamente reclutate nell'OSO/OSI in qualità di agente segreto e come soggetto di test in corso per la bionica. Austin diventa un agente di alto livello, viaggiando per il mondo per combattere contro qualsiasi tipo di malvagio: dal terrorismo (il nemico più comune della versione letteraria del personaggio) fino all'invasione aliena. Come ufficiale militare rimane un membro attivo del corpo astronautico della NASA, ma i media descrivono il suo comando della missione Athena Rescue, nell'episodio Dramma nello spazio, come una sorpresa. Austin cerca di mantenere sempre un basso profilo e l'anonimato, utilizzando il suo status di astronauta quando deve effettuare determinate missioni.
La personalità di Austin è stata modificata nella serie televisiva rispetto ai romanzi di Caidin. Nei libri, Austin è un uomo dal sangue freddo e non esita a usare i suoi poteri per uccidere, se necessario. Nel primo film per la televisione antecedente la serie, Austin si dimostra invece inizialmente titubante quando gli viene chiesto di lavorare per l'OSI perché, afferma, "non voglio uccidere la gente", anche se sembra fare proprio questo nella missione successiva. Dopo la prima stagione della serie, tuttavia, Austin di solito non viene mostrato uccidere nessuno.
Nei romanzi di Caidin, il superiore di Austin è il capo dell'OSO/OSI Oscar Goldman. Nel primo film per la televisione Dalla Luna al deserto, Goldman viene rimpiazzato da un altro personaggio, Oliver Spencer, per poi ritornare nella serie televisiva. Il rapporto tra la versione televisiva di Austin e Oscar è molto più amichevole della loro controparte letteraria, sebbene in numerosi episodi Austin si dimostri frustrato dall'essere il "cagnolino bionico" dell'OSI.

### Eventi successivi
Ulteriori dettagli sulla vita di Steve Austin vengono rivelati nei tre film per la televisione trasmessi tra il 1987 e il 1994. Nel primo, Il ritorno dell'uomo da sei milioni di dollari, diretto da Ray Austin nel 1987 e che si svolge diversi anni dopo il ritiro di Austin dall'OSI, viene rivelato che ha un figlio, Michael, nato a metà degli anni sessanta. La madre di Michael, Karen, è stata moglie di Steve Austin ed è morta di polmonite in una piccola città di nome Placidville, quando Michael aveva sei anni. Austin lo mandò a vivere con la sorella di Karen, Mary. Micheal non si interessò al padre fino all'età di 14 anni, ma tra i due non ci furono molti contatti, che si esaurivano prevalentemente in uno scambio epistolare e i due non si incontrarono più fino agli eventi narrati nel film. Michael ha anch'egli prestato servizio nell'aeronautica militare statunitense come pilota. Michael subisce lesioni traumatiche in un incidente simile a quello subito dal padre e viene sottoposto a sua volta a una ricostruzione bionica che lo rende più potente del padre. In cambio dell'operazione di Michael, Steve accetta di ritornare all'OSI e così anche sui figlio ne diviene un agente, sebbene non appaia in nessun film successivo.
Nel secondo film, Scontro bionico, diretto da Alan J. Levi nel 1989, Austin è un agente operativo anziano dell'OSI, che aiuta a sventare un attacco terroristico contro un evento sportivo in Canada. L'ultimo film della saga, Il ritorno della donna bionica, diretto nel 1994 sempre da Alan J. Levi, vede Austin alle prese con un malfunzionamento dei propri impianti bionici a causa di un virus informatico, che alla fine viene sventato da Jaime e i due alla fine del film finalmente si sposano. A differenza di Jaime, che subisce un potenziamento dei propri impianti bionici che aggiunge nuove abilità, in questo ultimo episodio, nessun potenziamento viene mai fornito a Steve Austin nel corso della saga, fatta eccenzione per un apparente potenziamento del suo occhio bionico, proprio in questo ultimo capitolo della saga.

## Sviluppo
La versione di Caidin di Steve Austin compare solamente nei quattro romanzi originali, che non hanno alcuna relazione con la continuità della serie televisiva: Cyborg, Operation Nuke, High Crystal e Cyborg IV.
Durante la fase di pre-produzione della serie televisiva L'uomo da sei milioni di dollari, veniva usato il nome di lavorazione Cyborg, ovvero quello del romanzo di Caidin da cui la serie è tratta.

## Interprete

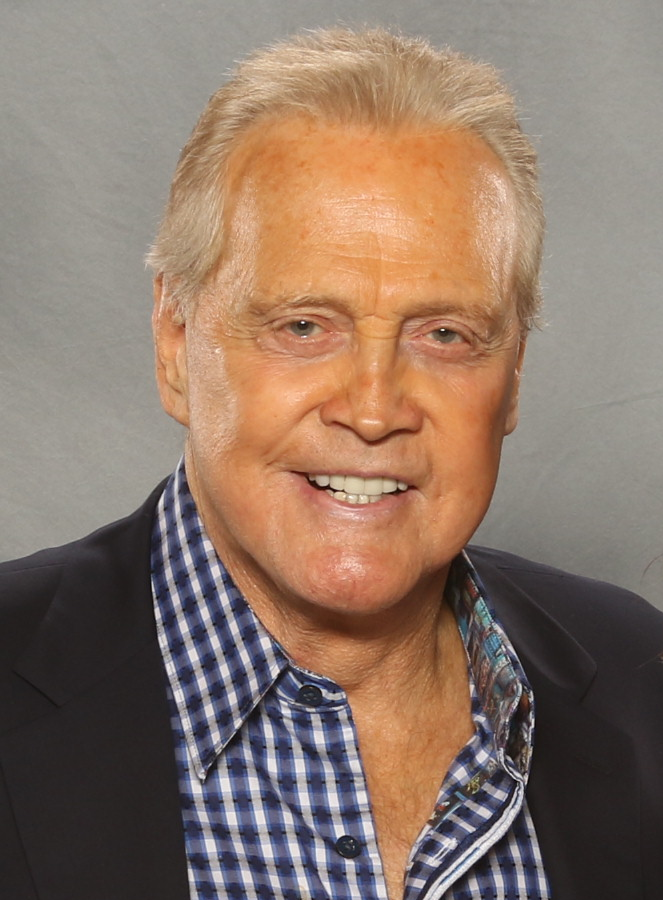
Lee Majors nel 2017

In tutte le sue apparizioni televisive, il personaggio di Steve Austin è stato interpretato dall'attore statunitense Lee Majors. Il personaggio è divenuto un'autentica icona della televisione e della fantascienza degli anni settanta. Il successo della serie ha resto l'attore Lee Majors una vera e propria star televisiva degli anni settanta e quando, più tardi, l'allora moglie dell'attore Farrah Fawcett ha ottenuto la propria celebrità a sua volta come protagonista della serie televisiva Charlie's Angels, i due si sono divenuti una delle coppie di attori più note del decennio.
La parte è valsa inoltre a Majors una candidatura ai Golden Globe del 1982 in qualità di miglior attore in una serie drammatica e una vittoria ai TV Land Awards del 2003 in qualità di Superest Super Hero. Nel 1984 l'attore è stato inoltre gratificato di una stella sulla Hollywood Walk of Fame al 6933 di Hollywood Boulevard nella sezione televisione.
Nel film per la televisione del 1987, diretto da Ray Austin, Il ritorno dell'uomo da sei milioni di dollari, una piccola parte, quella di Jim Castillan, un giovane agente dell'OSI, viene interpretata da Lee Majors II, figlio di Lee Majors avuto nel 1962 con l'attrice Kathy Robinson, con la quale è stato sposato dal 1961 al 1964.
Nelle edizioni in italiano delle opere in cui il personaggio di Steve Austin appare, viene doppiato da Roberto Del Giudice ne L'uomo da sei milioni di dollari (1974-1978; stagioni 1-5) e La donna bionica (1976-1978, stagioni 1-3). Roberto Del Giudice lo doppia anche nel primo film reunion Il ritorno dell'uomo da sei milioni di dollari; mentre nel secondo, Scontro bionico, viene doppiato da Pino Locchi, e nel terzo, Il ritorno della donna bionica, da Ugo Pagliai.

## Accoglienza
Troy Brownfield di The Saturday Evening Post sottolinea la valenza del personaggio di Steve Austin come icona televisiva degli anni settanta, ricordando che così come il primo film che ha preceduto la serie, L'uomo da sei milioni di dollari - Dalla Luna al deserto, anche la serie stessa che lo vede protagonista, siano stati un immediato successo di pubblico per l'emittente televisiva ABC, in quegli anni. Brownfield sottolinea inoltre come il personaggio del cyborg Steve Austin abbia avuto un grosso impatto nella cultura dell'epoca e abbia esercitato una notevole influenza nella creazione di serie e personaggi della fantascienza televisiva successivi, tra cui il personaggio di Cyborg, della DC Comics, presente in fumetti, animazione e nei film del DC Extended Universe; i Borg, la specie aliena aggressiva proveniente dal Quadrante Delta della galassia dell'universo di Star Trek; o ancora nel wrestling, dove Steve Anderson ha adottato il ring name di Steve Austin.

## Merchandising
- Nel 1975 la Kenner, che più tardi diverrà nota per le action figure da 3,75 pollici (9,5 cm) di Guerre stellari e della DC Comics, produsse un'action figure di 13 pollici (33 cm) con abiti in stoffa raffigurante Steve Austin.[5] La linea comprende molti abiti, accessori, playset e veicoli, oltre ad altri giocattoli, non destinati all'action figure, tra cui un set Play-Doh, un visore per filmati e il proiettore Give-A-Show.[5] Dell'action figure, tra il 1975 e il 1978, ne sono state prodotte tre versioni, e inoltre è stata realizzata l'action figure del Bionic Bigfoot, lo "scimmione" protagonista di uno dei più noti episodi della serie televisiva; quella del Maskatron, un robot che aveva la possibilità di cambiare faccia; quella di Oscar Goldman; la Montgomery Ward, inoltre, ha realizzato anche l'action figure del Dr. Kromedome, definito il Bionic Villain.[5]
L'action figure di Steve Austin è stata uno dei giocattoli più popolari negli Stati Uniti degli anni settanta.[5] La prima versione del giocattolo, distribuita nel 1975, era dotato, tra le altre cose, di un "occhio telescopico", ovvero una lente al posto dell'occhio sinistro, che permetteva ai bambini di guardare attraverso di esso.[5] Il personaggio era inoltre dotato di un "braccio bionico" in grado di sollevare fino a 2 libbre (0,91 kg), emettendo dei suoni elettronici, e la pelle poteva essere sollevata così da mostrare gli impianti bionici sottostanti.[5] La versione uscita nel 1976 apportava alcune differenze, la più importante delle quali era il cosiddetto bionic grip, sostanzialmente, premendo un pulsante sulla schiena, l'action figure era in grado di "afferrare" qualsiasi oggetto e sollevarlo.[5] La terza versione, infine, distribuita nel 1978, era dotata di un bionic arm, cioè di un "braccio bionico", che permetteva al personaggio di sferrare un colpo di karate (similmente al Big Jim della Mattel).[5]

## Filmografia

### Cinema
- Secret of Bigfoot, regia di Alan Crosland Jr. (1979)
- Squali!, regia di Alan J. Levi (1979)

### Televisione
- L'uomo da sei milioni di dollari - Dalla Luna al deserto (The Six Million Dollar Man), regia di Richard Irving - film TV (1973)
- L'uomo da sei milioni di dollari - Vino, donne e guerra (The Six Million Dollar Man: Wine, Women and War), regia di Russ Mayberry - film TV (1973)
- L'uomo da sei milioni di dollari - Complotto internazionale (The Six Million Dollar Man: The Solid Gold Kidnapping), regia di Russ Mayberry - film TV (1973)
- ABC Funshine Saturday Sneak Peek, regia di Lawrence Einhorn - film TV (1976)
- L'uomo da sei milioni di dollari - serie TV, 99 episodi (1974-1978)
- La donna bionica - serie TV, 6 episodi (1976)
- Il ritorno dell'uomo da sei milioni di dollari (The Return of the Six Million Dollar Man and Bionic Woman), regia di Ray Austin - film TV (1987)
- Scontro bionico (Bionic Showdown: The Six Million Dollar Man and the Bionic Woman), regia di Alan J. Levi - film TV (1989)
- Il ritorno della donna bionica (Bionic Ever After?), regia di Alan J. Levi - film TV (1994)

## Romanzi
- (EN) Martin Caidin, Cyborg, Westminster, Maryland, Arbor House, 1972, ISBN 0-87795-025-3.
- (EN) Martin Caidin, Operation Nuke, Westminster, Maryland, Arbor House, 1973.
- (EN) Martin Caidin, High Crystal, Westminster, Maryland, Arbor House, 1974.
- (EN) Martin Caidin, Cyborg IV, Westminster, Maryland, Arbor House, 1975.